# 藤田聖史
藤田 聖史（ふじた さとし、1982年12月24日 - ）は、鹿児島県出身の元ハンドボール選手。

## 経歴
中部大学時代は2004年の西日本学生選手権大会で優秀選手に選出。同年12月には第17回男子世界学生ハンドボール選手権大会の日本代表に選ばれた。
2005年1月に日本ハンドボールリーグのトヨタ車体へ加入。背番号は「19」。
2008年はジャパンカップの日本代表に選ばれた。
2009年は日韓定期戦の日本代表に選出。
2010年はジャパンカップや第15回ヒロシマ国際ハンドボール大会の日本代表に選出された。11月には第16回アジア競技大会の日本代表に選ばれ、銅メダルを獲得した。
2012年1月に第15回男子アジア選手権の日本代表に選ばれ、4月にはロンドンオリンピック・世界最終予選の日本代表に選ばれた。
2015-16年シーズン限りで現役を引退。
2016年10月にトヨタ車体へ復帰した。
2017-18年シーズン終了後に現役を引退。

## 詳細情報

### 年度別成績
| 年      | チーム     | 試合 | フィールド 得点 | 率   | 7m  | 合計  | 警告 | 退場 | 失格 |
| ------- | ---------- | ---- | --------------- | ---- | --- | ----- | ---- | ---- | ---- |
| 2007-08 | トヨタ車体 | 16   | 30/54           | .556 | 0/0 | 30/54 | 10   | 15   | 0    |
| 2008-09 | トヨタ車体 | 18   | 34/46           | .739 | 0/0 | 34/46 | 11   | 6    | 0    |
| 2009-10 | トヨタ車体 | 14   | 30/51           | .588 | 0/0 | 30/51 | 7    | 7    | 0    |
| 2010-11 | トヨタ車体 | 14   | 28/42           | .667 | 0/0 | 28/42 | 5    | 6    | 0    |
| 2011-12 | トヨタ車体 | 14   | 26/38           | .684 | 0/0 | 26/38 | 6    | 4    | 0    |
| 2012-13 | トヨタ車体 | 16   | 29/46           | .630 | 0/0 | 29/46 | 5    | 7    | 0    |
| 2013-14 | トヨタ車体 | 16   | 5/14            | .357 | 0/0 | 5/14  | 9    | 5    | 0    |
| 2014-15 | トヨタ車体 | 16   | 19/27           | .704 | 0/0 | 19/27 | 6    | 6    | 0    |
| 2015-16 | トヨタ車体 | 14   | 6/11            | .545 | 1/1 | 7/12  | 2    | 2    | 0    |
| 2016-17 | トヨタ車体 | 9    | 0/1             | .000 | 0/0 | 0/1   | 1    | 3    | 0    |
| 2017-18 | トヨタ車体 | 18   | 10/14           | .714 | 0/0 | 10/14 | 2    | 4    | 0    |

- 各年度の太字はリーグ最高
- 2006-07年シーズン以前の成績はランニングスコアが公開されていないため省略

## 代表歴
- オリンピック予選 (ロンドン五輪世界最終予選)
- アジア選手権 (2012年)
- アジア競技大会 (2010年)
- ジャパンカップ (2008年・2010年)
- 日韓定期戦 (2009年)
- ヒロシマ国際大会 (2010年)